# Федеральный резервный банк Ричмонда
Федеральный резервный банк Ричмонда (англ. Federal Reserve Bank of Richmond; Richmond Fed) — один из 12 резервных банков США, входящих в Федеральную резервную систему. Расположен в центре Ричмонда, в штате Виргиния.

## Описание
Резервный банк Ричмонда является штаб-квартирой Пятого округа Федеральной резервной системы, который включает в себя Округ Колумбия, Мэриленд, Северную Каролину, Южную Каролину, Виргинию и большую часть Западной Виргинии за исключением Северного Панхандла. У Банка есть отделения в Балтиморе и в Шарлотт.

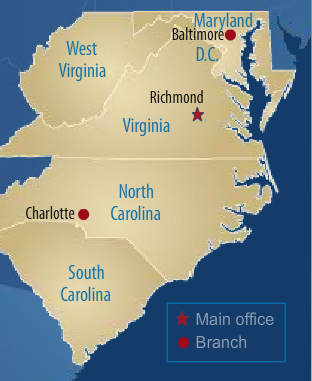
Карта Пятого округа Федеральной резервной системы с указанными на ней отделениями Банка

Здание Банка Ричмонда было построено в 1975-1978 годах по проекту архитектора Минору Ямасаки, кто также был автором проекта Всемирного торгового центра в Нью-Йорке, разрушенного 11 сентября 2001 года. Здание Банка является одним из самых высоких в Виргинии, при этом 49% общей площади здания находится под землей.
Президентом и главным исполнительным директором Банка Ричмонда со 2 января 2018 года является Томас Баркин, сменивший на этом посту Джеффри М. Лэкера.